# Piwo w Niemczech

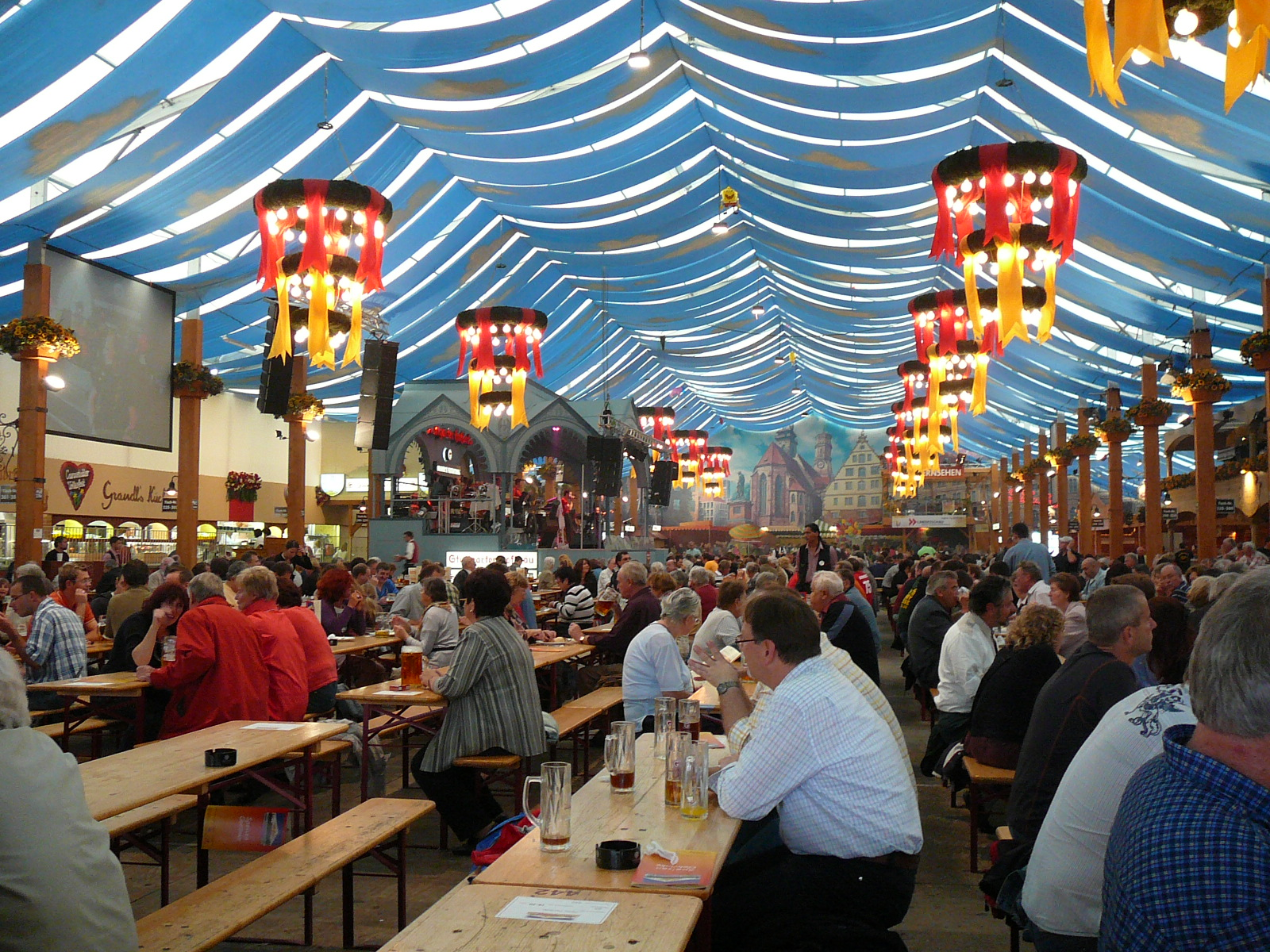
Piwo na festynie ludowym Cannstatter Volksfest w Stuttgarcie

Piwo w Niemczech – produkcja i spożycie piwa w Niemczech. W Niemczech wytwarza się najwięcej piwa w Europie – w 2015 produkcja wyniosła 95 623 000 hl. W skali światowej pod względem ilości Niemcy znajdowały się na czwartym miejscu (po Chinach, USA i Brazylii). Spożycie piwa w Niemczech na głowę wynosi 110 litrów rocznie i jest to drugi wynik na świecie (po Czechach). 81% piwa w Niemczech sprzedaje się w sklepach, a 19% w barach, restauracjach itp., co daje wynik podobny do Polski (odpowiednio 85% i 15%). Eksport piwa z Niemiec jest największy w Europie i w 2014 wyniósł 15 439 000 hl.
Ponad 80% chmielu w Niemczech uprawia się w rejonie Hallertau, najczęściej odmiany Herkules (8 062 t w 2015), Perle (3 918 t) i Hallertau Tradition (3 882 t).

## Historia

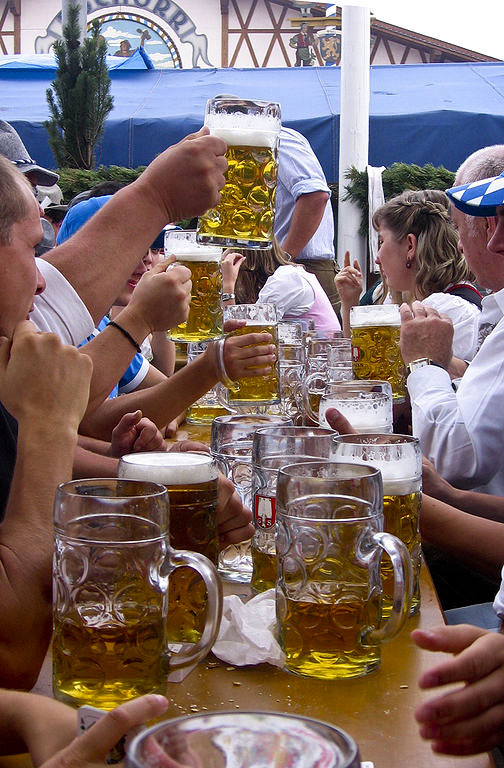
Biesiadnicy wznoszący kufle (Maßkrug) o objętości 1 litra na Oktoberfeście

Piwo od wieków jest nieodzownym elementem niemieckiej kultury. Używane było w mistycznych rytuałach i pojawiało się w mitologii germańskiej. Niebo wyobrażano sobie jako wielką kadź warzelną, i kiedy czyścił ją bóg piorunów – Thor, powstawały w ten sposób gromy. Kiedy warzył, niebo pokrywało się chmurami. Piwo produkowano na tych terenach z pszenicy, jęczmienia i innych dzikich zbóż od późnej epoki brązu, najprawdopodobniej przed 1000 p.n.e. Germanie rywalizowali o niezamieszkałe tereny leśne z Celtami, wypierając ich z Europy Centralnej. Ze względu na to, że rozprzestrzenili się na dużych terytoriach i plemiona nie miały okazji do kontaktów ze sobą, północne ludy utworzyły kulturę nordycką, część podbita przez Juliusza Cezara stała się częścią Galii, inne zaś rozwijały się w centrum Europy (Alamanowie, Bawarowie, Sasi). Gdziekolwiek żyli, wszyscy Germanie warzyli piwo. Tacyt w dziele De origine et situ Germanorum opisywał Germanów jako niezwykle chętnych do wydawania zakrapianych uczt.
Pierwsza historyczna wzmianka o uprawie chmielu na terenie Niemiec pochodzi z roku 736 z miejscowości Geisenfeld w regionie Hallertau w Bawarii. Pierwszy dokument dotyczący piwa powstał w roku 764 i informuje o dostawach piwa z Geisingen do klasztoru w Sankt Gallen.
W roku 1516 bawarski książę Wilhelm IV wydał w Ingolstadt zbiór regulacji dotyczących piwa, tzw. Reinheitsgebot (Bawarskie Prawo Czystości). Zgodnie z tym prawem do warzenia piwa mogły być wykorzystane tylko trzy podstawowe składniki: woda, słód jęczmienny i chmiel. Jednak już w 1551 wydano książęce rozporządzenie zezwalające na używanie kolendry i liści laurowych jako dodatków do piwa bawarskiego, a w 1616 również soli, jałowca i kminku. Dopiero w XIX wieku stopniowo przywracano ograniczenia, które po powstaniu Cesarstwa Niemieckiego zaczęły przyjmować również inne regiony.
Od 1994 w dniu 23 kwietnia na pamiątkę przyjęcia Bawarskiego Prawa Czystości obchodzony jest corocznie Dzień Niemieckiego Piwa (Tag des deutschen Bieres). Największym na świecie piwnym festiwalem jest Oktoberfest organizowany rokrocznie od 1810 w Monachium.

## Niemiecka kultura piwna
Najbardziej popularnym stylem piwa w Niemczech jest pilzner i stanowi tam ⅔ produkcji. Browary restauracyjne (Gasthausbrauereien), w przeciwieństwie do ich odpowiedników w innych krajach, serwują piwa przypominające raczej piwa przemysłowe. W prawie każdym można napić się mniej lub bardziej chmielonego pilznera i ciemnego lagera.
W Niemczech rozpowszechnione jest powiedzenie, że dobrego pilsa powinno się nalewać 7 minut. W rzeczywistości taka praktyka powoduje, że piwo staje się zwietrzałe, jednak chodzi tu bardziej o to, że piwo powinno pięknie się prezentować, a więc być nalewane w taki sposób, by uzyskać okazałą pianę, która oblepia szkło.
Oznaczenie zgodności z Reinheitsgebot (nazywane Niemieckim Prawem Czystości, które wymienia również czwarty składnik – drożdże), odwołując się do tradycji, stanowi narzędzie marketingowe. Jednakże ograniczenia związane z tym prawem obowiązują do dziś. Piwa wyprodukowane w Niemczech niespełniające tych wymagań nie mogą być oficjalnie nazywane piwem, ale niektóre tradycyjne niemieckie piwa jak Berliner Weiße czy gose są dopuszczone jako „piwa szczególne” (z wyjątkiem Bawarii).
Niemcy są na ogół przywiązani do swoich lokalnych piw i nie ulegają łatwo reklamom piw dostępnych w całym kraju. Przemysł piw rzemieślniczych oferujący piwa specjalne nie jest rozwinięty – Niemcy są dumni z mnogości własnych, tradycyjnych stylów piwa, a poza tym są ograniczani Niemieckim Prawem Czystości.

## Najpopularniejsze marki piwa 2009-2012
| Marka      | 2009 | 2010 | 2011 | 2012 |
| ---------- | ---- | ---- | ---- | ---- |
| Oettinger  | 6,59 | 6,34 | 6,21 | 5,89 |
| Krombacher | 5,38 | 5,41 | 5,39 | 5,46 |
| Bitburger  | 3,85 | 3,92 | 4,03 | 4,07 |
| Beck’s     | 2,83 | 2,57 | 2,75 | 2,78 |
| Warsteiner | 2,84 | 2,80 | 2,72 | 2,77 |
| Hasseröder | 2,74 | 2,45 | 2,71 | 2,75 |
| Veltins    | 2,47 | 2,58 | 2,69 | 2,72 |
| Paulaner   | 2,16 | 2,23 | 2,23 | 2,30 |
| Radeberger | 1,81 | 1,84 | 1,96 | 1,91 |
| Erdinger   | 1,59 | 1,65 | 1,72 | 1,72 |

## Style piw niemieckich

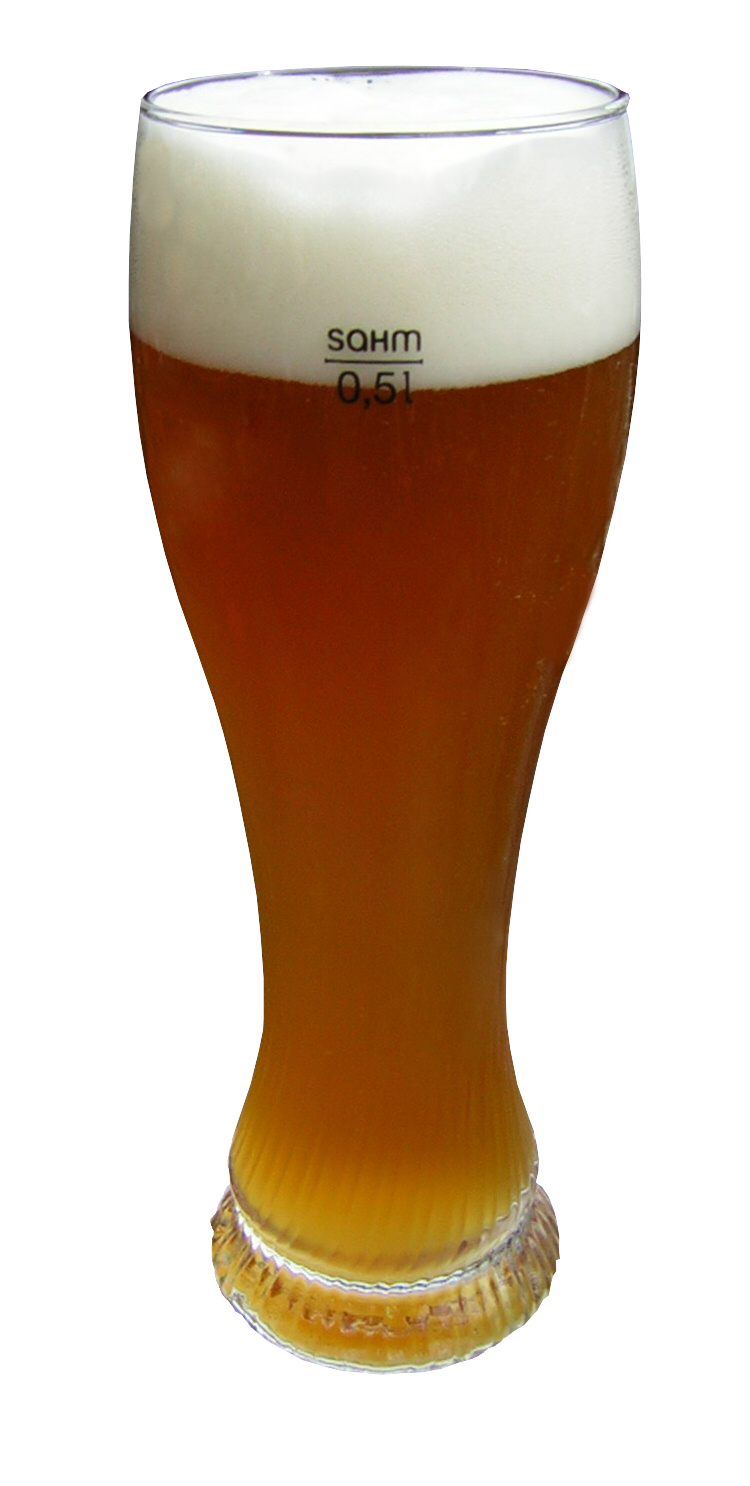
Niemieckie piwo pszeniczne (Weizenbier)

Niemiecka ustawa z 1952 r. o podatku od piwa wyróżniała: Einfachbier (piwo zwykłe do 2% zawartości ekstraktu), Schankbier (piwo wyszynkowe od 5,5-7% zawartości ekstraktu), Vollbier (piwo pełne od 8-11% zawartości ekstraktu) oraz Starkbier (piwo mocne od 14-16% zawartości ekstraktu). Piwa w innych przedziałach procentowego stężenia ekstraktu były zabronione. Dopiero nowelizacja w roku 1993 odeszła od tego nazewnictwa i pozwoliła na warzenie piwa o innej zawartości ekstraktu (tzw. Lückenbiere). Obecny zwyczajowy podział piw ze względu na wysokość ekstraktu brzeczki podstawowej wyróżnia:
- Einfachbiere – 2,0–5,5%;
- Schankbiere – 7,0–8,0%;
- Vollbiere – 11,0–14,0%;
- Starkbiere – ponad 16,0%[20]
- Biermischgetränke (napoje na bazie piwa).

### Piwa dolnej fermentacji
- Dortmunder/Export
- Dunkel – niemiecki ciemny lager
- Helles(inne języki) – niemiecki jasny lager
- Kellerbier – niefiltrowany lager
- koźlak – Bockbier, w tym m.in. Doppelbock, Eisbock (koźlak lodowy), Maibock (koźlak majowy)
- piwo marcowe – Märzenbier, Oktoberfestbier
- pilzner
- Rauchbier – najbardziej znane z browaru Schlenkerla(inne języki) w Bambergu
- Schwarzbier(inne języki) – niemiecki ciemny lager
- zoigl

### Piwa górnej fermentacji
- Altbier
- Berliner Weiße(inne języki)
- gose(inne języki)
- Kölsch
- Malzbier – piwo, w którym fermentacja przebiegła tylko w niewielkim stopniu
- Roggenbier – piwo ze słodu żytniego
- Weizenbier/Weißbier – piwo pszeniczne, w tym m.in. Hefeweizen – pszeniczne piwo niefiltrowane, Kristallweizen – pszeniczne piwo klarowne

## Aspekty prawne
W Niemczech osoby, które ukończyły 16. rok życia mogą legalnie nabywać i konsumować piwo, wino oraz szampan. Jednak już od 14. roku życia mogą to robić w obecności i za przyzwoleniem rodzica lub prawnego opiekuna.  Aby legalnie kupować i spożywać napoje zawierające destylowany alkohol (np. wódka, whisky, likier) trzeba mieć ukończony 18. rok życia. Z wyjątkiem specjalnie oznaczonych miejsc ustalonych na mocy lokalnego prawa nie jest zabronione spożywanie alkoholu w miejscach publicznych, o ile nie towarzyszy temu zakłócanie porządku publicznego.
Piwowarstwo domowe w Niemczech jest legalne i zwolnione z obowiązku uiszczenia podatku, jeśli objętość wyprodukowanego piwa na własny użytek nie przekracza 200 litrów w skali rocznej. Stawka podatku za hektolitr piwa wynosi 0,787 € za każdy stopień Plato, choć dla małych browarów dostępne są ulgi. Dla porównania, zakładając standardową stawkę, przy piwie o ekstrakcie 12% wyniesie ona w Niemczech około 0,047 € za butelkę 0,5 l, natomiast w Polsce (przy stawce akcyzy 7,79 zł) – 0,467 zł.